# Rzepecki
Nazwisko polskie.
- Adam Rzepecki (ur. 1996) – kierowca wyścigowy
- Adam Rzepecki (ur. 1950) – performer, fotograf
- Jan Rzepecki (1899–1983) – historyk
- Kajetan Władysław Rzepecki (1800-1892) – kapitan kosynierów
- Karol Rzepecki (1865–1931) – księgarz
- Kazimierz Rzepecki (1866–1902) – pisarz
- Ludwik Rzepecki (1832–1894) – księgarz
- Łukasz Rzepecki (ur. 1992) – poseł na Sejm VIII kadencji
- Onufry Rzepecki (1787–1831) – podpułkownik
- Ryszard Rzepecki (1941–2009) – fotoreporter
- Stanisław Rzepecki (zm. 1716) – wojski lubelski
- Zbigniew Rzepecki (1901–1972) – architekt